# 中山泰秀の「やすトラダムス」
中山泰秀の「やすトラダムス」は、Kiss FM KOBEで放送されている番組である。2011年9月5日に放送開始した。サウンドクルーは元衆議院議員の中山泰秀である。

## 放送時間
- 日曜 24:00 - 25:00[1]
- 土日の番組は録音だが、この番組は生放送である。日曜深夜に生放送している局は少ない。

## 備考
- 2011年9月においてこの番組はKiss FM KOBEの番組のうち最後に放送されていた。[2]
- 2011年8月までは25:00から放送を休止していたが、この番組がスタートしたことによりクロージングが1時間繰り下がった。ただ、一時期26:00まで放送されていた時期があった。[3]
- 日本ビジネスプレス（JBPress）にて番組の模様を要約してテキスト化している。[4]